# Icelita
Icelita là một chi bướm đêm thuộc phân họ Olethreutinae trong họ Tortricidae.

## Các loài
- Icelita antecellana (Kuznetzov, 1988)
- Icelita cirrholepida Clarke, 1976
- Icelita indentata (Bradley, 1957)
- Icelita monela Clarke, 1976
- Icelita tatarana Bradley, 1957